# Donna che legge una lettera davanti alla finestra
La Donna che legge una lettera davanti alla finestra è un olio su tela (83x64,5 cm) di Jan Vermeer, databile al 1657 circa e conservato nella Gemäldegalerie di Dresda.

## Storia
L'opera entrò nella raccolta dell'elettorato di Sassonia nel 1742, sotto Augusto III, assieme a un gruppo di dipinti acquistati a Parigi poco prima. Attribuito a Rembrandt o alla sua scuola (come Govaert Flinck), fu dato poi a Pieter de Hooch e restituito a "Van der Meer di Delft" nel 1806. Nel 1862 fu ipoteticamente associato alla descrizione della "donna che legge in una stanza" ricordata nel catalogo dell'asta di Pieter van der Lip ad Amsterdam del 1712, dove venne aggiudicata per la considerevole somma di 112 fiorini.
Durante un restauro nel 2018 è riemerso sullo sfondo della parete dipinta il quadro di un Cupido, del tutto simile a quello della Donna in piedi alla spinetta e del Concerto interrotto (cosa che farebbe ridiscutere anche la datazione delle opere).

## Descrizione e stile

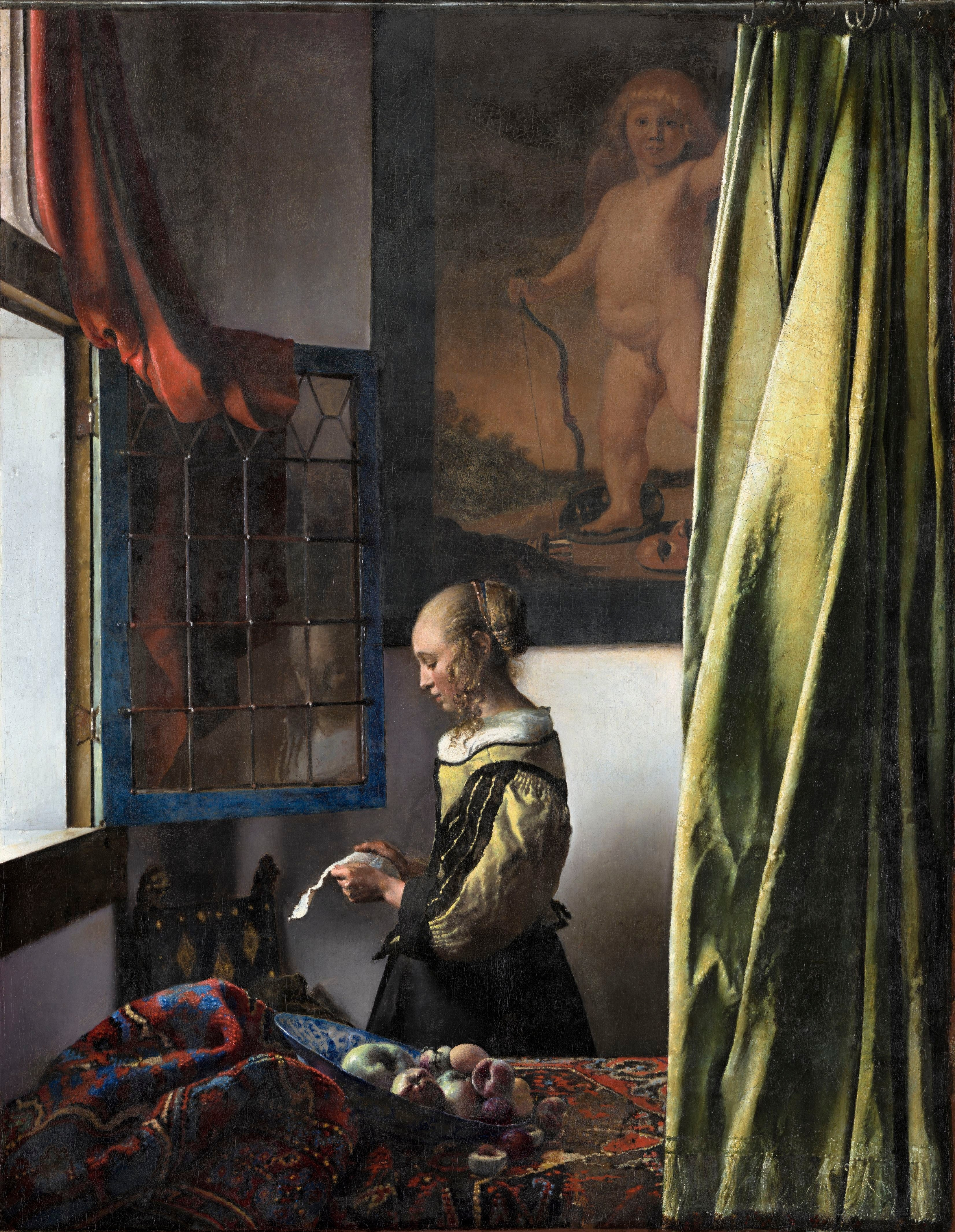
Il dipinto in seguito al restauro

In una stanza illuminata da una finestra sulla sinistra una donna in secondo piano sta leggendo una lettera in piedi. Il suo volto, che è assorto nella lettura, si riflette nel vetro della finestra aperta, sul quale è scostata anche una tenda rossa. Forse la donna raffigurata è la moglie dell'artista Chatarine Bolnes. In primissimo piano una tenda verdognola corre retta da anelli infilati a un'asta, separando idealmente la scena dallo spettatore, secondo un'impostazione "teatrale" che ha antica origine nei Paesi Bassi: si trova ad esempio, tra i tanti dipinti, nell'Adorazione dei pastori di Hugo van der Goes, ma fu usata anche da Rembrandt. 
Tra la tenda e la ragazza sta un tavolo coperto da un pesante tappeto orientale di lana, in parte scostato per movimentare la composizione (come nella Mezzana e nella Giovane donna assopita), così anche da ribaltare parzialmente la ciotola, probabilmente in maiolica di Delft, con la frutta che vi è poggiato sopra. Nell'angolo, infine, si vede una sedia con schienale coperto di cuoio, fissata da piccole borchie e con elementi leonini intagliati, un oggetto di casa Vermeer che si trova, con qualche variante, in numerosi altri dipinti dell'artista, tra cui la Ragazza assopita. Con quest'ultimo dipinto sono molti gli oggetti in comune, tanto che potrebbe trattarsi della stessa stanza ritratta da una prospettiva diversa. 
Lo sfondo è una parete chiara illuminata dalla luce della finestra, su cui si proiettano le ombre della donna e della vetrata (da notare come il volto della ragazza, per dare maggior risalto, sia in corrispondenza di uno sfondo ombroso). Sulla parete si trovava un dipinto con Cupido - di cui si nota un alone - successivamente coperto. Per lungo tempo si è ritenuto che la rimozione fosse opera dell'autore stesso, ma recenti restauri hanno invece rivelato che la modifica avvenne molti anni dopo la sua morte.
Molti elementi, in questa che è considerato il primo dipinto nello stile più tipico di Vermeer, saranno poi ripresi nella sua produzione futura: dallo schema della stanza agli effetti di luce, che ricreano con meticolosità la consistenza dei vari materiali. L'illuminazione concentra tutta l'attenzione sulla protagonista e sulle sue emozioni, che sembrano affiorare in un impercettibile sorriso, svelandone i sentimenti con garbata finezza. L'atmosfera sospesa e silenziosa è già quella tipica poesia dei capolavori dell'artista. Probabilmente questa svolta maturò attraverso i contatti con Gerard ter Borch e lo studio delle opere di Carel Fabritius. Anche la tecnica appare più avanzata, con piccoli tocchi puntiformi di colore chiaro, anche molto corposi, che rendono i più delicati rialzi di luce.